# كينيا كوداما
كينيا كوداما (25 فبراير 1997 بأكيتا في اليابان - ) هو لاعب كرة قدم ياباني في مركز الهجوم.

## وصلات خارجية
- كينيا كوداما على موقع قاعدة بيانات كرة القدم.إي يو (الإنجليزية)
- كينيا كوداما على موقع Soccerway.com (الإنجليزية)